# Ausschreitungen in Griechenland 2008

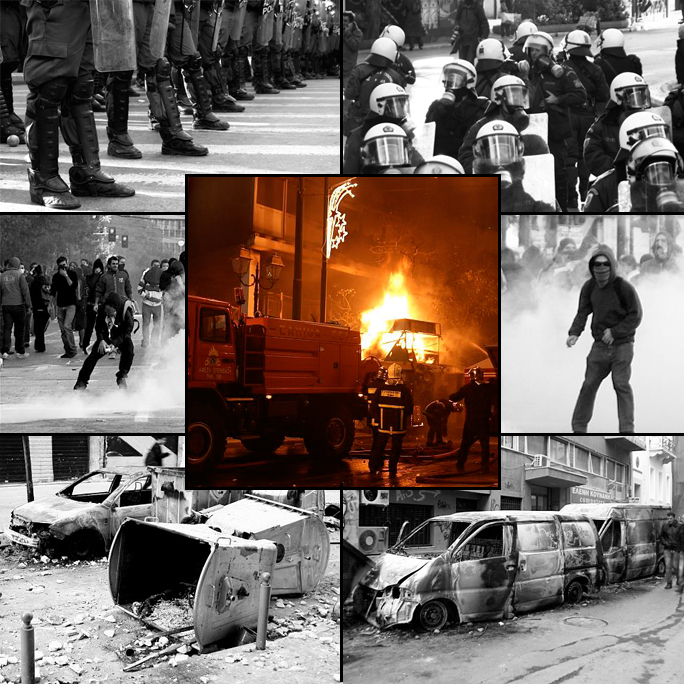
Montage verschiedener Aufnahmen

Die Ausschreitungen in Griechenland 2008 begannen am 6. Dezember, als der 15-jährige Alexandros Grigoropoulos (griechisch Αλέξανδρος Γρηγορόπουλος) in Athen durch den Polizisten Epaminondas Korkoneas (griechisch Επαμεινώνδας Κορκονέας) durch einen Schuss in den Leib getötet wurde. Jedes Jahr wird in Griechenland am Todestag Grigoropoulos’ gegen Polizeiwillkür demonstriert.

## Auslöser

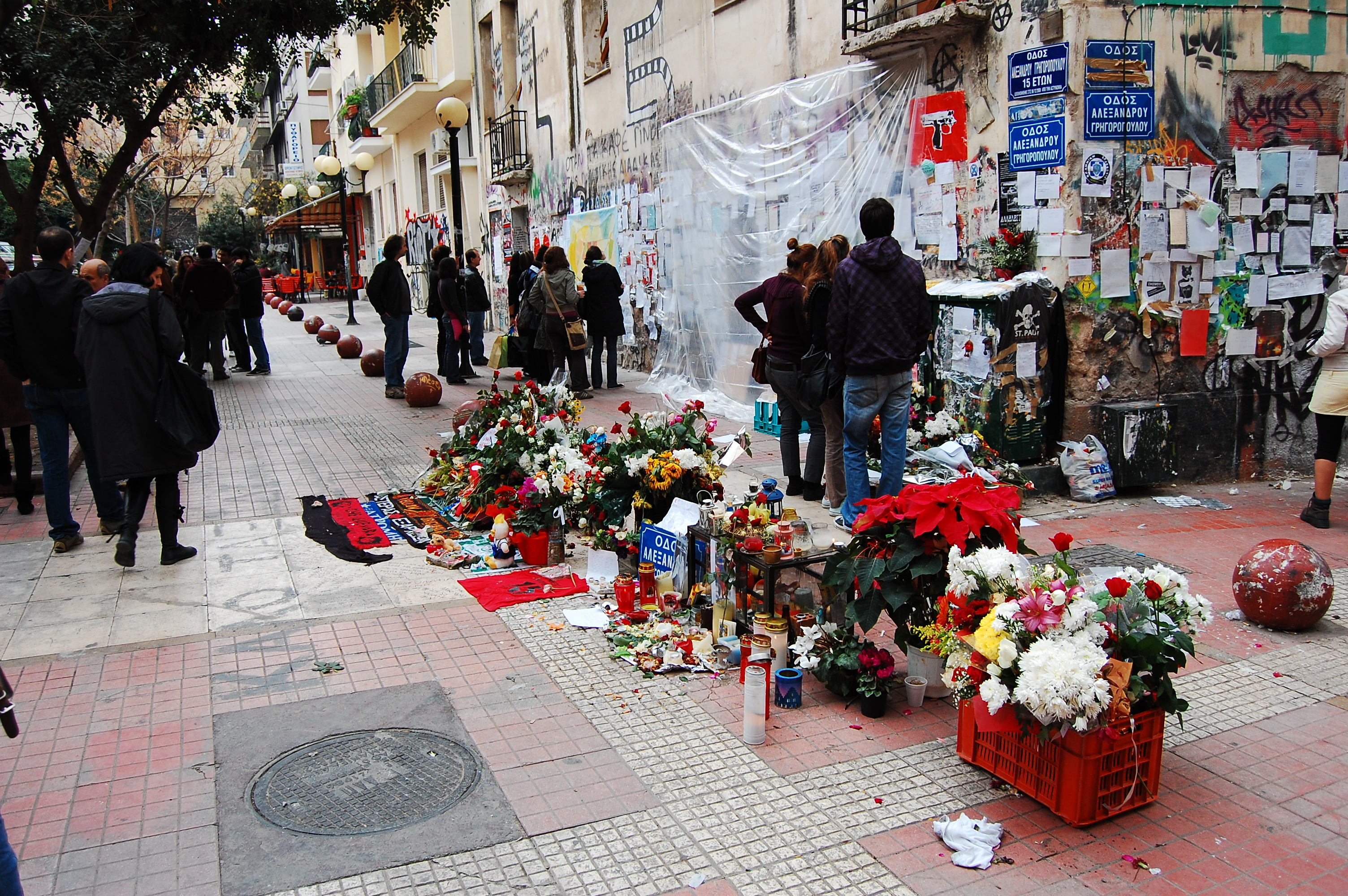
Gedenkstätte für Alexandros Grigoropoulos, 2008

Der Vorfall ereignete sich im alternativen Stadtteil Exarchia nach einem Zusammenstoß von Polizei und Autonomen. Nach Angaben des Polizisten habe eine Gruppe von Personen ihn und seinen Kollegen mit Steinen angegriffen. Darauf habe er drei Warnschüsse abgefeuert, von denen einer als Querschläger den Jugendlichen getroffen habe. Nach Darstellung von Zeugen war der aus wohlhabenden Kreisen stammende Jugendliche auf dem Weg von einer Namenstagsfeier in eine verbale Auseinandersetzung mit einem Polizisten geraten, woraufhin dieser seine Waffe gezogen und den Jugendlichen gezielt erschossen habe.

## Folgen
Die beiden Beamten wurden suspendiert und in Untersuchungshaft verbracht, der Staatsanwalt ermittelte wegen Totschlags und Beihilfe zum Totschlag. Nach Angaben des Anwalts des Täters ergab die Autopsie, dass es sich bei dem tödlichen Projektil um einen Querschläger handelte. Nach einer unbestätigten ballistischen Auswertung ist die Kugel nicht – wie vom Polizisten behauptet – in die Luft gefeuert worden. Grigoropoulos wurde am 9. Dezember auf dem Friedhof von Paleo Faliro beigesetzt. Epaminondas Korkoneas, der Alexandros Grigoropoulos erschoss, wurde von einem griechischen Gericht am 12. Juni 2009 wegen Mordes und sein Kollege Vassilis Saraliotis wegen Mittäterschaft angeklagt. Aus Furcht vor Unruhen wurde der Prozess zunächst nach Chalkida und später in die noch weiter von der Hauptstadt entfernte Kleinstadt Amfissa verlegt. Das dortige Gericht sah im Oktober 2010 den Tatbestand des Mordes mit direktem Vorsatz als erwiesen an und verurteilte Korkoneas zu einer lebenslänglichen Haftstrafe, während Saraliotis zehn Jahre Freiheitsentzug erhielt. Korkoneas’ Verteidigung hatte dagegen auf fahrlässige Tötung plädiert.

## Unruhen

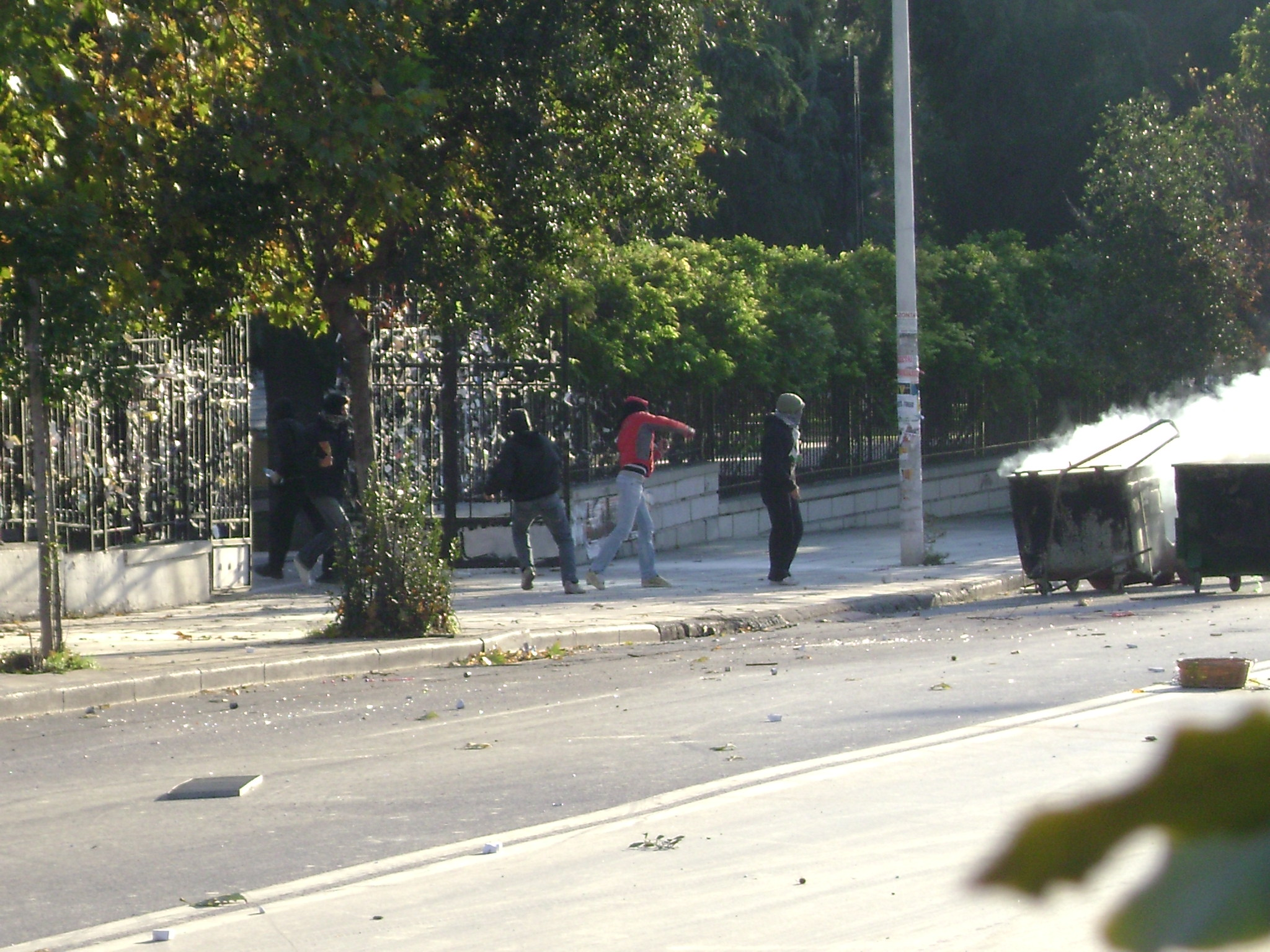
Studenten warfen Steine und Rauchbomben an der Aristoteles-Universität Thessaloniki, 8. Dezember 2008

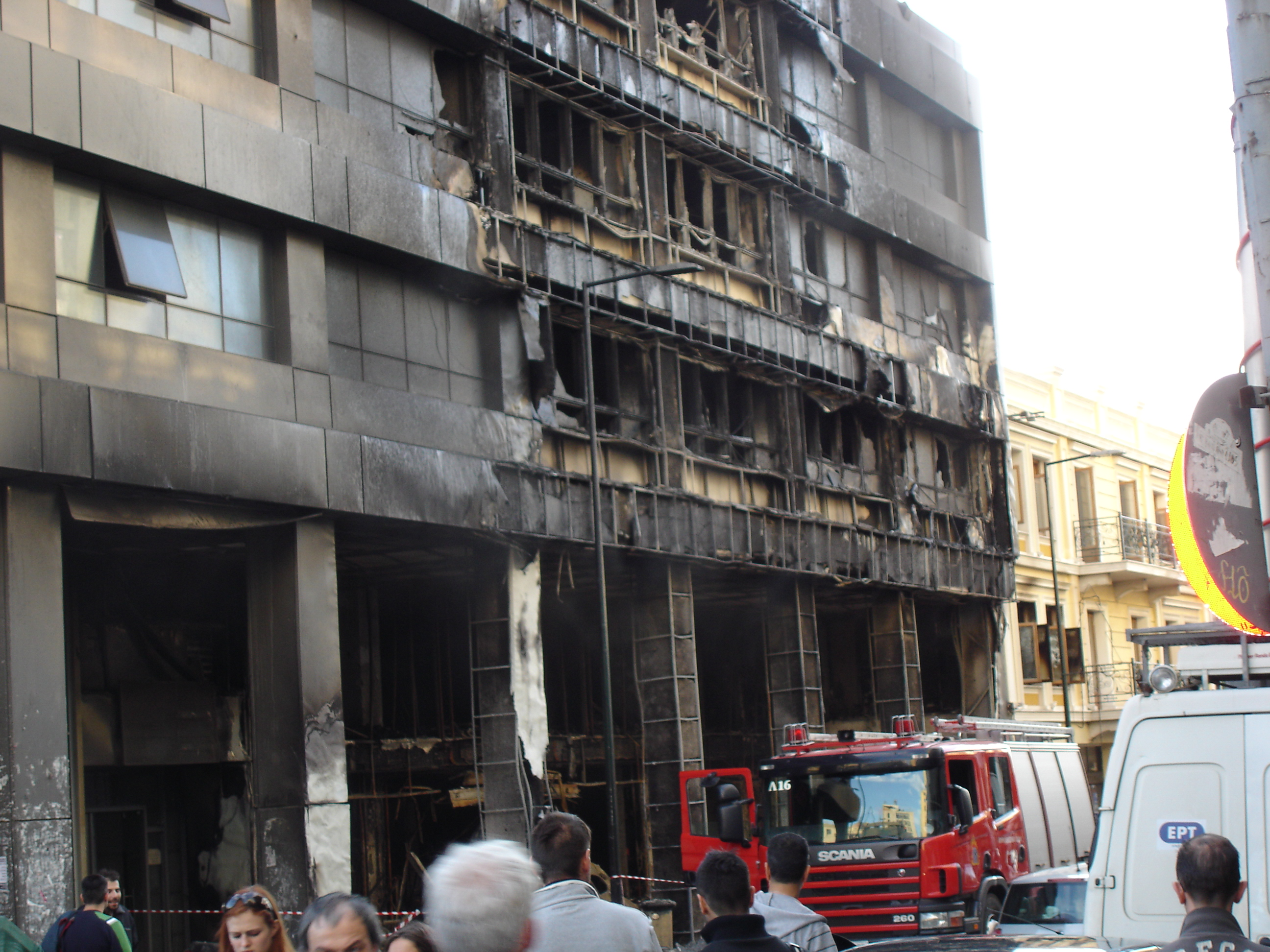
Zerstörtes Gebäude in Monastiraki, Athen, 7. Dezember 2008

Bei den am Samstagabend einsetzenden Ausschreitungen wurden 24 Polizisten verletzt und 31 Läden, 9 Banken und 25 Personenkraftwagen beschädigt oder abgebrannt. Die Unruhen setzen sich das ganze Wochenende mit mehreren tausend zumeist jugendlichen Beteiligten fort und breiteten sich auf Thessaloniki, Ioannina, Komotini, Patras, Tripoli, Volos, Trikala, Mytilini, Agrinio, Kavala, Korfu, Piräus, Chania, Iraklio, Rhodos, Karditsa, Lamia, Stylida, Drama, Xanthi und Langadia aus. Am Montag waren etwa 500 Geschäfte, Banken, Autohäuser und Behördengebäude stark beschädigt und 40 Personen verletzt worden.
Insgesamt verursachte der Aufruhr bis zum 8. Dezember Schäden von über 100 Millionen Euro. An diesem Tag breiteten sich die Unruhen nach Paphos und Nikosia auf Zypern aus. In London wurde die griechische Botschaft angegriffen und das griechische Konsulat in Berlin für einige Stunden durch Demonstranten besetzt. Die Unruhen setzten sich am Abend fort, und etwa 4000 Autonomen gelang es, Teile der Athener Innenstadt unter Kontrolle zu bringen, wo sie viele Läden und Objekte abbrannten, unter anderem ein vierstöckiges Gebäude der Olympic Airways, eine Bank und den 20 Meter hohen Weihnachtsbaum. In Thessaloniki wurden 100 Läden geplündert. Nach Angaben des Polizeisprechers waren am 9. Dezember 2008 bereits 89 Personen wegen Angriffen auf die Polizei, Vandalismus und Brandstiftung festgenommen und 79 weitere in Gewahrsam genommen worden. In einer zusammenfassenden Schrift wird von mindestens 284 Festgenommenen im Zeitraum 6. Dezember 2008 bis 14. Januar 2009 ausgegangen, darunter allein in Athen 111 Personen, von denen im Januar 2010 noch zwei in Untersuchungshaft saßen.
Während die Auseinandersetzungen in Athen am 10. Dezember zunehmend abflauten, kam es in mehreren europäischen Städten wie Rom, Bologna und Madrid zu militanten Aktionen. Nachdem sich die Proteste über die folgenden Tage zunehmend auf Sitzblockaden, Demonstrationen und Kundgebungen beschränkten, kam es in der Nacht zum 14. Dezember, eine Woche nach den tödlichen Schüssen, in Athen erneut zu stärkeren Angriffen auf Banken, Ministerien, Polizisten und Geschäfte.
Die unvermindert anhaltenden Kundgebungen und Demonstrationen mit mehreren tausend Teilnehmern kulminierten am 18. Dezember mit erneuten Krawallen in Athen und Thessaloniki. Konkrete Forderungen der Manifestanten betrafen den Rücktritt der Regierung von Ministerpräsident Karamanlis, der Fehler einräumte. Nach weiteren Krawallen und fallenden Umfragewerten von Karamanlis und seiner konservativen Regierungspartei Nea Dimokratia gingen Beobachter von einer großen Regierungsumbildung beziehungsweise vorgezogenen Wahlen oder einem Regierungswechsel aus, es kam jedoch nur zu einer kleineren Kabinettsumbildung.

## Nachwirkungen
Im Februar 2009 kam es zu einer Reihe von Sprengstoff- und Brandanschlägen auf Wohnungen von Politikern und Richtern sowie Banken und Polizeiwachen. Die Bekennerschreiben bezogen sich auf Grigoropoulos’ Tod.
Zum Jahrestag wurden am 4. Dezember 2009 Oberschulen und Universitäten besetzt und Polizeistreifen und -wachen mit Stöcken, Steinen und Orangen beworfen. In Hamburg wurde um 23:00 Uhr der vorhergehenden Nacht das Polizeikommissariat 16 von der auf Grigoropoulos’ Tod Bezug nehmenden Gruppe „Koukoulofori“ (griechisch für „Kapuzenträger“ oder „Vermummte“) mit Steinen angegriffen und zwei Fahrzeuge in Brand gesetzt. Am nächsten Tag setzten sich die Unruhen in Griechenland fort. Es wurden etwa 160 Personen verhaftet.

## Hintergrund
Als einen der Gründe für die Gewaltbereitschaft in großen Teilen der griechischen Jugend analysiert der SWR-Korrespondent Ulrich Pick in der ARD-Tagesschau die lang aufgestaute Frustration über schlechte Zukunftsperspektiven. Trotz guter Qualifikation seien für sie zumeist nur Aushilfs- und Übergangsjobs zu finden, man spreche von der 700-Euro-Generation. Dem gegenüber stehe das politische Establishment aus ND und PASOK in ihren Wertvorstellungen nur für die gutverdienenden Teile der Gesellschaft, deren Politik aus uneingelösten Versprechen keinen Glauben in der jungen Generation mehr finde. Zum anderen habe die Politik seit Jahren angesichts der Herausbildung von auch von Autonomen bewohnten, quasi rechtsfreien Stadtvierteln die Augen verschlossen, dies wohl im Bewusstsein der mangelhaften Ausbildung und Deeskalierungsfähigkeiten der als ausgesprochen ruppig geltenden griechischen Polizei. Dieser wird die Nähe zu rechten und fremdenfeindlichen Kreisen nachgesagt.
In einem Interview mit der italienischen Zeitung La Stampa am 9. Dezember sagte der griechische Autor Vassilis Vassilikos: „Das ist keine politische, sondern eine soziale Revolte. Auf der Straße ist die Generation derjenigen, die 700 Euro im Monat verdienen und diejenige, die weiß, dass sie nur noch gut 500 Euro haben wird. […] Die Technologien haben alles verändert. Das hier ist keine virtuelle Revolution, aber es waren die E-Mails und die SMS, mit denen die Revolte so schnell ins ganze Land getragen und das Signal gegeben wurde: ‚Steht auf! Rebelliert!’“.
1985 war der Jugendliche Michalis Kaltezas in Exarchia von einem Polizisten getötet worden, was zu vergleichbaren Ereignissen geführt hatte. Aktivisten aus Thessaloniki werfen der Polizei vor, bereits 1998 und 2003 junge Personen ohne Not erschossen zu haben.
Seit einigen Monaten wurden in Athen Brandbombenanschläge auf Banken, Büros der Regierungspartei und Einsatzfahrzeuge der Polizei ausgeführt. Nach Ansicht des Politologen Heinz-Jürgen Axt genießen Anarchisten, Autonome und Studenten seit ihrem Aufstand gegen die Militärdiktatur, die von 1967 bis 1974 herrschte, in der Bevölkerung eine latente Sympathie. Die beiden großen Parteien hingegen stehen für Nepotismus, Betrug und Korruption, deren Wirkung eine starke Staats- und Politikverdrossenheit ist. Das Polytechnio war 2008 wie 1973 eine Basis für die Protestbewegung.